# 웨스트옥스퍼드셔

웨스트옥스퍼드셔의 위치

웨스트옥스퍼드셔(영어: West Oxfordshire)는 잉글랜드 옥스퍼드셔주에 위치한 비도시 자치구로 중심 도시는 위트니이며 인구는 108,158명(2014년 기준), 면적은 714.40km2이다.